# Wolfgang Schivelbusch
Wolfgang Schivelbusch (Berlino, 26 novembre 1941 – Berlino, 26 marzo 2023) è stato un giornalista e storico tedesco.

## Biografia
Studiò letteratura, sociologia e filosofia a Francoforte sul Meno. Dal 1973 visse dividendosi tra New York e Berlino. Nel 1978 ricevette il Deutscher Sachbuchpreis per il suo Geschichte der Eisenbahnreise (Storia dei viaggi in ferrovia) del 1977. Nel 2003 ottenne il Premio Heinrich Mann dall'Akademie der Künste di Berlino. Nel 2005, Schivelbusch venne insignito del Wissenschaftspreis der Aby-Warburg-Stiftung. Nel 2013 ottenne il Lessing-Preis der Freien und Hansestadt Hamburg.
Schivelbusch è morto nel 2023.

## Opere (elenco parziale)
- Sozialistisches Drama nach Brecht: 3 Modelle, Peter Hacks, Heiner Müller, Hartmut Lange, 1974
- Intellektuellendämmerung: Zur Lage der Frankfurter Intelligenz in den zwanziger Jahren, 1982
- Eine wilhelminische Oper, 1985
- Die Bibliothek von Löwen: Eine Episode aus der Zeit der Weltkriege, 1988
- Il paradiso, il gusto e il buonsenso: una storia dei generi voluttuari, 1988 (Das Paradies, der Geschmack und die Vernunft: Eine Geschichte der Genussmittel)
- Licht, Schein und Wahn: Auftritte der elektrischen Beleuchtung im 20. Jahrhundert, 1992
- Luce: storia dell'illuminazione artificiale nel secolo XIX, 1994 (Lichtblicke: Zur Geschichte der künstlichen Helligkeit im 19. Jahrhundert)
- Vor dem Vorhang. Das geistige Berlin 1945–1948, 1995
- Storia dei viaggi in ferrovia, 2003 (Geschichte der Eisenbahnreise: Zur Industrialisierung von Raum und Zeit im 19. Jahrhundert)
- Entfernte Verwandtschaft: Faschismus, Nationalsozialismus, New Deal 1933–1939, 2005
- La cultura dei vinti, 2014 (Die Kultur der Niederlage: Der amerikanische Süden 1865, Frankreich 1871, Deutschland 1918)
- La vita logorante delle cose: Saggio sul consumo, 2019 (Das verzehrende Leben der Dinge. Versuch über die Konsumtion)
- Rückzug. Geschichten eines Tabus, 2019